# Sveučilište Singidunum
Sveučilište Singidunum (srp. Универзитет Сингидунум, Univerzitet Singidunum) jest privatno sveučilište u Beogradu sa dodatnim centrima u Novom Sadu i Nišu. Najveće je privatno sveučilište u Srbiji sa preko 8000 studenata.

## Fakulteti

### Integrirani fakulteti
- Poslovni fakultet
- Fakultet za turistički i hotelijerski menadžment
- Fakultet za informatiku i računarstvo
- Tehnički fakultet
- Fakultet za fizičku kulturu i menadžment u sportu

### Fakulteti sa svojstvom posebnih pravnih lica
- Fakultet zdravstvenih i poslovnih studija
- Fakultet za medije i komunikacije

## Vanjske poveznice
- Službena stranica